# Walter Bayer

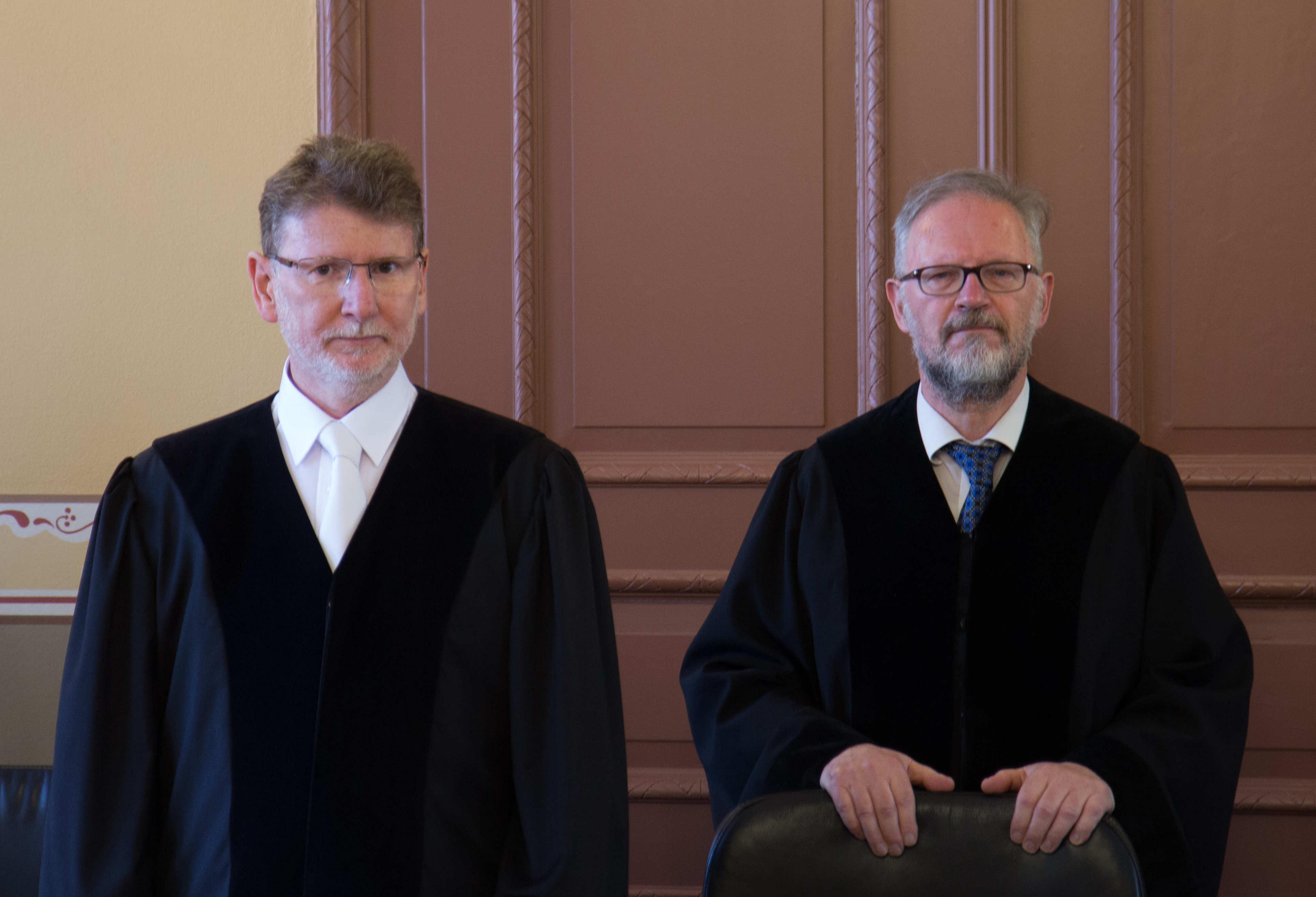
Walter Bayer links, Manfred Aschke rechts 2017

Walter Bayer (* 11. Juli 1956 in Mannheim) ist ein deutscher Rechtswissenschaftler.

## Leben
Walter Bayer studierte nach dem Abitur als Stipendiat der Konrad-Adenauer-Stiftung in Mannheim und Lausanne Rechtswissenschaft. Nach der ersten juristischen Staatsprüfung 1981 und der zweiten juristischen Staatsprüfung 1984 wurde er 1985 wissenschaftlicher Mitarbeiter an der Universität Mannheim. Dort wurde er 1988 mit einer konzernrechtlichen Untersuchung zum grenzüberschreitenden Beherrschungsvertrag zum Dr. iur. promoviert. Anschließend arbeitete er als wissenschaftlicher Assistent an seiner Habilitationsschrift, in der er sich mit dem Vertrag zugunsten Dritter auseinandersetzte.
Zum Wintersemester 1994/95 nahm Bayer einen Ruf an die Friedrich-Schiller-Universität Jena an, wo er seitdem den Lehrstuhl für Bürgerliches Recht, Handels- und Gesellschaftsrecht, Privatversicherungsrecht und Internationales Privatrecht innehat. Von 1996 bis 2010 war er nebenamtlicher Richter am Thüringer Oberlandesgericht, seit 2000 ist er Mitglied des Thüringer Verfassungsgerichtshofs. 2002 lehnte Bayer einen Ruf auf den Lehrstuhl für Bürgerliches Recht, Handels- und Wirtschaftsrecht, Rechtsvergleichung an der Ruprecht-Karls-Universität Heidelberg ab. Seit 2005 ist er zudem auch Direktor des Instituts für Rechtstatsachenforschung zum Deutschen und Europäischen Unternehmensrecht an der Universität Jena, seit 2010 Direktor des Instituts für Energiewirtschaftsrecht und des Instituts für Notarrecht an der Universität Jena.
Zu den Schülern Bayers zählen Jan Lieder und Jessica Schmidt.

## Varia
Nach einem Bericht der LTO soll Bayer eines der Gutachten verfasst haben, die zur Entscheidung über die Honorarprofessur für den amtierenden Präsidenten des Bundesverfassungsgerichts, Stephan Harbarth, beitrugen. Der zweite Gutachter soll Mathias Habersack gewesen sein. Die Verleihung der Honorarprofessur an Harbarth steht in der Kritik, unter anderem aufgrund der Nähe seiner ehemaligen Kanzlei Schilling, Zutt & Anschütz (SZA) und der beteiligten Gutachter. So ist an der Universität Jena der Seniorpartner aus Harbarths früherer Kanzlei, Jochem Reichert, Honorarprofessor. Dieser ist zugleich mit Bayer Vorstand des Fördervereins des Instituts für Rechtstatsachenforschung an der Universität Jena.

## Veröffentlichungen
- Der grenzüberschreitende Beherrschungsvertrag. Müller, Heidelberg 1988, ISBN 3-8114-5188-X (Dissertation, Universität Mannheim, 1987/1988).
- Der Vertrag zugunsten Dritter: Neuere Dogmengeschichte, Anwendungsbereich, dogmatische Strukturen. Mohr Siebeck, Tübingen 1995, ISBN 3-16-146388-9 (Habilitationsschrift, Universität Mannheim, 1994).
- mit Marcus Lutter, Jessica Schmidt: Europäisches Unternehmens- und Kapitalmarktrecht. 5. Auflage. De Gruyter, Berlin 2012, ISBN 978-3-89949-056-5.
- mit Jan Lieder: Examens-Repetitorium Handels- und Gesellschaftsrecht, C.F. Müller, Heidelberg 2015, ISBN 978-3-8114-9401-5.